# Abdus Salam
Abdus Salam (n. 29 ianuarie 1926, Jhang⁠(d), Pakistan – d. 21 noiembrie 1996, Oxford, Anglia, Regatul Unit) a fost un fizician pakistanez, laureat al Premiului Nobel pentru Fizică, în 1979, împreună cu Sheldon Lee Glashow și Steven Weinberg, pentru contribuțiile aduse de aceștia în domeniul teoriei unificate a interacțiunilor slabă și electromagnetică între particule elementare.

## Biografie
A absolvit Universitățile din Punjab (1946)și de la Cambridge (Marea Britanie)(1948). În anii 1951-1954 a fost profesor la Universitatea din Punjab, în anii 1954- 1956- lector la Universitatea din Cambridge. Din anul 1957 - profesor la Imperial College (Londra), iar din anul 1964 -director al Centrului Internațional de fizică teoretică de la Trieste (Italia).

## Creația științifică
Domeniile principale de cercetare ale lui Abdus Salam se referă la electrodinamica cuantică, teoria particulelor elementare și teoria gravitației. În anul 1951 a dat o analiză exhaustivă a renormărilor din electrodinamica cuantică, a demosntrat renomabilitatea teoriei câmpurilor scalare cu sarcină și pseudoscalare (aplicate la descrierea câmpurilor mesonice) în interacțiune cu câmpul electromagnetic. În anul 1956, independent de L.D. Landau, Tsung -Dao Lee și Ch. Yang a demonstrat, că în interacțiile  slabe nucleare  se conservă paritatea combinată, a înaintat ipoteza  neutrinului cu două componente. În anul 1958 în colaborare cu John Ward  a dezvoltat ideea unificării interacțiilor slabe nucleare și electromagnetice, iar în anul 1966, independent de S. Weinberg, a elaborat teoria unificată a interacțiilor slabe nucleare și electromagnetice, bazate pe principiul invarianței de calibrare, numită ulterior Weinberg-Salam. Independent de alți fizicieni, a dezvoltat ipoteza gluonilor- a particulelor , ce leagă cuarcii (1973), a înaintat în anii ulteriori (1973-1974) ipoteza marii unificări a interacțiilor- (GUT- Grand Unification theory), care unește cele trei interacții-electromagnetică, slabă și tare nucleare- într-una singură, și care reprezintă la momentul actual avangarda fizicii particulelor elementare, întrucât, doar gravitația nu încape în schema GUT. 
Salam a menționat în memoriile sale, că se simte influențat de unul dintre creatorii mecanicii cuantice și a electrodinamicii cuantice, Paul Dirac

## Titluri onorifice, distincții
- Premiul Nobel pentru fizică (1979) - pentru teoria unificată a interacțiilor electromagnetice și slabe
- Membru a mai multor academii de științe
- Membru al Societății regale de la Londra (1959)
- Premiul "Atomul pentru Pace" (1968)

## Discipoli:
- Michael Duff
- Ali Chamseddine
- Robert Delbourgo
- Walter Gilbert
- Yuval Ne'eman
- John Moffat
- John Polkinghorne
- John  Clayton Taylor
- Christopher Isham
- Peter West

ș.a.

## Alți discipoli notabili
- Pervez Hoodbhoy